# Генеральне консульство Республіки Польща у Львові

Консульські округи Польщі в Україні

Генеральне консульство Республіки Польща у Львові (пол. Konsulat Generalny Rzeczypospolitej Polskiej we Lwowie) — дипломатична місія Польщі у Львові.

## Історія
У липні 1987 року у Львові було створено консульське агентство Польської Народної Республіки. Офіційною умовою його створення стало бажання забезпечити консульський захист польських громадян, які подорожують по території СРСР, та фахівців з Польщі, які брали участь у великих промислових проектах на заході Радянського Союзу. Головною, але неофіційно причиною створення консульського відомства був захист польської національної меншини у західній частині УРСР.
Спочатку до складу консульського округу входило 8 областей: Хмельницька, Чернівецька, Львівська, Івано-Франківська, Рівненська, Тернопільська, Волинська та Закарпатська. Їх кількість зменшилася у 2003 та 2009 роках, коли було створено Генеральні консульства Республіки Польща в Луцьку та Вінниці .
Консульське агентство Республіки Польща у Львові було розташоване в колишньому будинку Станіслава Батовського-Качора по вул. Івана Франка, 110 (колишня вул. Софії). У грудні 1993 року відомство підвищено до звання генерального консульства.
У перші роки роботи місія зосередилась на підтримці польської меншини, налагодженню відносин з місцевою владою та реконструкції Меморіалу львівських орлят. У зв'язку із запровадженням візових правил до громадян України (1 жовтня 2003 р.), потім Актом про карту поляка (29 березня 2008 р.) та Угодою між Урядом Республіки Польща та Кабінетом Міністрів України про прикордонний рух (28 березня 2008 р.), а також у зв'язку з приєднанням Польщі до Шенгенської зони (2007 р.), масштаби завдань, що реалізуються відомством, значно змінилися. Нові завдання потребували повної реорганізації роботи. Таким чином, у 2006–2011 роках поблизу будинку Станіслава Батовського-Качора споруджено нову будівлю Генерального консульства Республіки Польща у Львові, яку урочисто відкрито 16 травня 2011 року.

## Консули
- липень 1987 — 30 квітня 1990 – Влодзімеж Восковський, Голова консульського агентства[2]
- 1 травня 1990 — 30 квітня 1991 – Януш Лукашевський, Голова консульського агентства
- 1 травня 1991 — 9 липня 1991 – Анджей Крентовський, в.о. Голови консульського агентства
- 10 липня 1991 — 31 серпня 1994 – Генрик Літвін, Голова консульського агентства / Генеральний консул
- 1 жовтня 1994 — 31 січня 1995 – Марек Краєвський, в.о. Генерального консула
- 1 лютого 1995 — 31 серпня 1997 – Томаш-Марек Леонюк, Генеральний консул
- 1 вересня 1997 — 29 лютого 2000 – Пйотр Коновроцький, Генеральний консул
- 1 березня 2000 — 6 вересня 2000 – Вінцент Дембицький, в.о. Генерального консула
- 7 вересня 2000 — 15 липня 2003 – Кшиштоф Савицький, Генеральний консул
- 16 липня 2003 — 15 січня 2004 – Януш Яблонський, в.о. Генерального консула
- 16 січня 2004 — 30 листопада 2008 – Веслав Осуховський, Генеральний консул
- 1 грудня 2008 — 31 травня 2011 – Ґжеґож Опалінський, Генеральний консул
- 1 червня 2011 — 31 серпня 2011 – Анджей Дрозд, в.о. Генерального консула
- 1 вересня 2011 — 10 листопада 2015 – Ярослав Дрозд, Генеральний консул
- 11 листопада 2015 — 7 квітня 2017 – Вєслав Мазур, Генеральний консул
- 8 квітня 2017 — 12 липня 2019 – Рафал Вольський, Генеральний консул
- 13 липня 2019 — 27 жовтня 2019 – Катажина Солек, в.о. Генерального консула
- 28 жовтня 2019 — 2024 – Еліза Дзвонкевич, Генеральний консул
- 2024 — 2025 – Дорота Дмуховска, в.о. Генерального консула
- з 2025 – Марек Радзiвон, Генеральний консул